# Ch'Achab
Ch'Achab är en ort i Mexiko.   Den ligger i kommunen Chilón och delstaten Chiapas, i den sydöstra delen av landet, 800 km öster om huvudstaden Mexico City. Ch'Achab ligger 1 040 meter över havet och antalet invånare är 190.
Terrängen runt Ch'Achab är varierad. Runt Ch'Achab är det glesbefolkat, med 16 invånare per kvadratkilometer. Närmaste större samhälle är Ocosingo, 10,9 km söder om Ch'Achab. I omgivningarna runt Ch'Achab växer i huvudsak städsegrön lövskog.